# St. Cornelius und Cyprian (Lippborg)

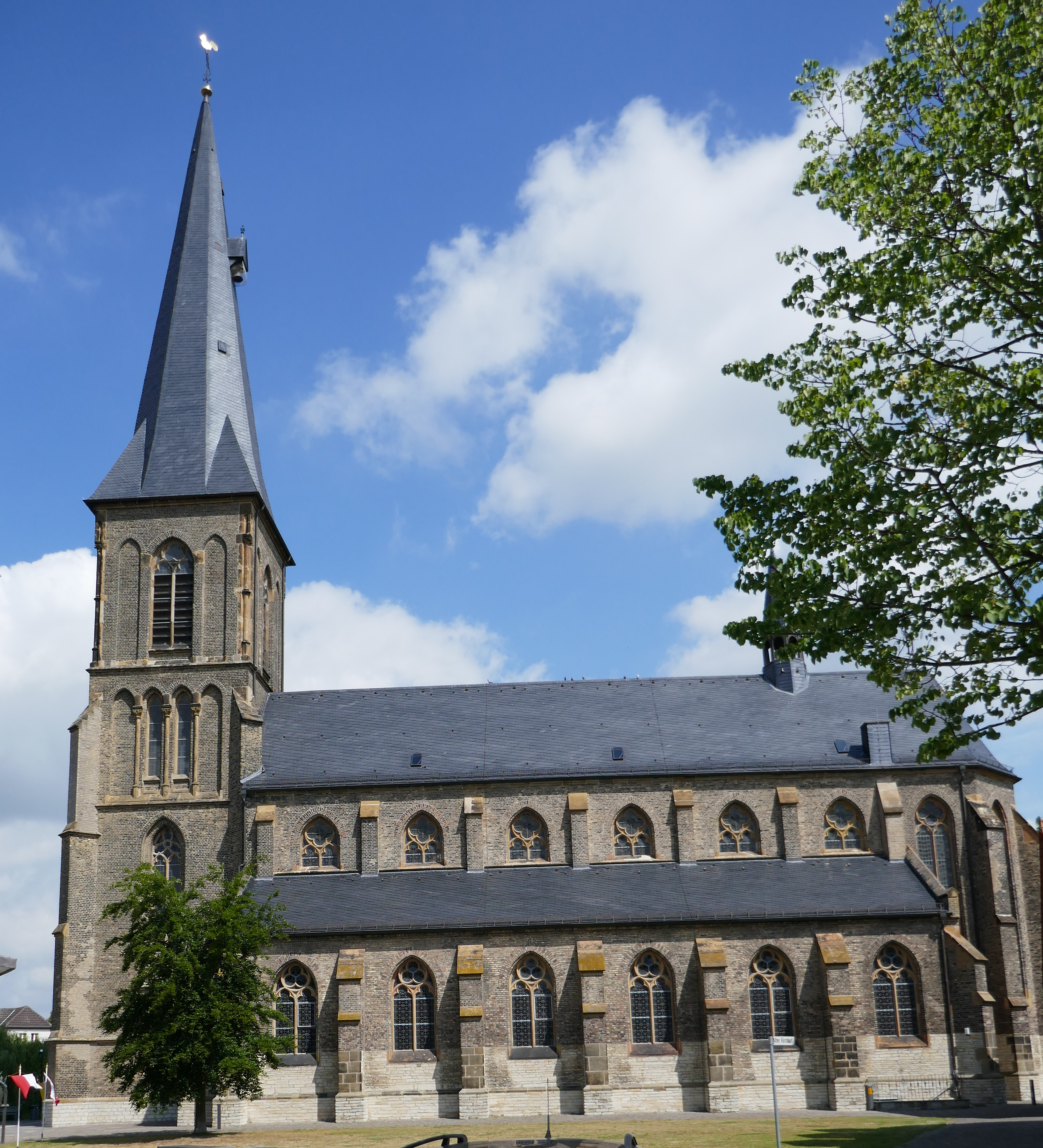
St. Cornelius und Cyprian

Die katholische Pfarrkirche St. Cornelius und Cyprian ist ein denkmalgeschütztes Kirchengebäude in Lippborg, einem Ortsteil der Gemeinde Lippetal im Kreis Soest (Nordrhein-Westfalen).

## Geschichte und Architektur
Ein genaues Gründungsdatum der Pfarrei ist nicht belegt. Erstmals urkundlich erwähnt wurde die Pfarre 1189, als Bischof Hermann II. von Katzenelnbogen von Münster dem Benediktinerkloster in Liesborn den Zehnten in Lippborg verschrieb.

### Kirche von 1520
Die Beschreibung der Kirche von 1520 entstammt einem Protokoll von 1835. Die Einweihung der Pfarrkirche erfolgte am 13. März 1520. Die Kirche war 93 Fuß lang und 25 Fuß breit. Der Westturm war 25 Fuß im Quadrat groß, sein Mauerwerk war 50 Fuß hoch. Er war aus rohem Bruchstein gemauert, eine Geschosseinteilung hatte er nicht. Die viereckige Turmspitze war aus Eichenholz gefertigt, somit war die Gesamtturmhöhe 50 Fuß (32 Meter). Das Kreuzgewölbe im Chor ist wohl in späterer Zeit eingezogen worden, der übrige Teil der Kirche war mit Holztonnen gewölbt. Der Chor war aus behauenem Grünsandstein gemauert und innen mit Kalk geweißt. Wie unter Abblätterungen zu erkennen, war er in alter Zeit bemalt. Die Chorwände waren durch sechs Fenster gegliedert. Begehbar war das Gebäude durch eine Tür im Turm und eine im Chor. In der unteren Kirche befand sich eine Bühne für die Männer und darüber die Orgelempore. Die Sakristei war kreuzgewölbt und mit einem gesonderten Altar ausgestattet. Der Hochaltar stand, wie üblich, auf dem Chor. Die Nebenaltäre waren der Hl. Maria und der Hl. Katharina geweiht. Die Altäre besaßen eine Steinplatte, in die das Reliquiar eingemauert war. Auf dem Hochaltar stand eine Kreuzigungsgruppe aus neuerer Zeit.
Die Kirche wurde im August 1856 abgebrochen. Noch brauchbare Steine wurden gesäubert und fanden zum Hintermauern Wiederverwendung. Auch ein Teil des Holzes wurde wieder verwendet.

### Notkirche
Um während des Neubaus den Gottesdienst zu gewährleisten, war der Bau einer Notkirche erforderlich. Der genaue Standort ist nicht überliefert, wird aber wohl in der Nähe des heutigen Kindergartens, auf einer Wiese, die auch heute noch als Pastors Kämpken bezeichnet wird, gestanden haben. Der Auftrag zur Errichtung des Fachwerkbaus wurde am 2. Oktober 1856 durch den Bischof von Münster Johann Georg Müller erteilt. Es wurde auch die Orgel aus der alten Kirche aufgebaut, die über acht Register und ein einoktaviges Pedal mit zwei Registern verfügte. Nach dem Bau der neuen Kirche wurde die Notkirche versteigert und abgebrochen, die Orgel wurde für 100 Reichstaler an den Orgelbauer Barkhoff aus Wiedenbrück verkauft.

### Heutige Kirche
Für ein Honorar von 100 Reichstalern fertigte der Kölner Architekt Vincenz Statz die Pläne für den Neubau der Kirche an. Maurermeister Hamerle aus Beckum wurde mit der Bauausführung beauftragt, die Bauleitung oblag dem Bauführer C. Crone aus Münster. Der Hauptteil der Ziegel (500.000 Stück) wurde von Meister Conrad Adam gebrannt. Der genaue Baubeginn ist nicht überliefert, die Grundsteinlegung erfolgte am 21. Juni 1857. Eingeweiht wurde die neugotische Basilika am 19. September 1859 von Bischof Johann Georg.
Der 64 Meter hohe Turm wurde erst 1875 nach einem Entwurf des Münsteraner Diözesanbaumeisters Hilger Hertel errichtet.  Eine Ausmalung der Innenräume erfolgte 1915. Der Kirchturm wurde 1958 neu eingedeckt, der Schiefer wurde durch Eternit ersetzt.
Von 1962 bis 1965 wurde die Kirche umfangreich renoviert. In diesem Zuge wurden die Kanzel mit Schalldeckel, die aufwendig geschnitzten Beichtstühle, die Seitenaltäre und das gesamte Chorgestühl entfernt. Die Orgelbühne aus Holz wurde abgebrochen und durch eine Konstruktion aus Stahl ersetzt. Die neuen Beichtstühle wurden wandgleich in die Seitenschiffe eingelassen. Die Holzbänke in den Mittel- und Seitenschiffen wurden erneuert. Der Taufstein wurde an der Stelle des Katharinenaltars aufgestellt. Auf Weisung des Architekten Herbert Brößkamp wurden die Kreuzwegbilder verkleinert. Nach den Weisungen des Zweiten Vatikanischen Konzils wurde der Chorraum 1970 umgestaltet. Es wurde ein neuer Zelebrationsaltar aus Stein aufgestellt, in dessen Sockel der Corneliusschrein eingestellt ist. Neben der Sakristei wurde ein neuer Ambo aufgestellt. An der Epistelseite wurde ein neuer Altartisch aus Stein aufgestellt, in seinem Sockel ist die Ludgerus-Reliquie sichtbar eingestellt. Die Kommunionbank wurde entfernt. Eine umfassende Renovierung des Außenbaus wurde 1986 vorgenommen, und bis 1988 wurde der Innenraum renoviert. Am 31. Dezember 1984 wurde die Kirche in die Liste der Baudenkmäler in Lippetal aufgenommen.

#### Oratorium und Totenkeller
An der Nordseite des Chores steht ein Oratorium. Graf Mathias von Galen ließ es für seine Familie und sich auf eigene Kosten errichten und darunter einen Totenkeller zur Beisetzung der Familie anlegen. Nach einem erhaltenen Kostenvoranschlag betrugen die Gesamtkosten 900 Reichstaler. Im Zuge der Kirchenrenovierung von 1964 tauschte Graf Christoph Bernhard von Galen das Familienoratorium gegen die gegenüber liegende Sakristei an der Epistelseite. Die alten Grafenkapelle wurde zur heutigen Sakristei erweitert. Der Totenkeller wurde überbaut.
Im Totenkeller sind auch heute noch die sterblichen Überreste von Familienmitgliedern eingemauert:
- Der Patron Mathias Graf von Galen, Herr auf Haus Assen
- Die Ehefrau des Patrons, Anna, geb. von Kettler-Harkorten
- Der Dechant Christoph Bernhard Graf von Galen
- Die Stiftsdame Clementine von Galen

#### Patronatsrecht
Das Patronatsrecht lag ursprünglich bei dem Kollegialstift St. Stephanus in Beckum. In den Wirren des Dreißigjährigen Krieges und der Reformation, ging es auf die Herren von Ketteler auf Assen über. Durch den Kauf des Hauses Assen und seiner Zubehörungen ging das Recht auf die residierenden Freiherren von Galen über, die 1803 in den preußischen Grafenstand erhoben wurden.

## Ausstattung

### Corneliusschrein

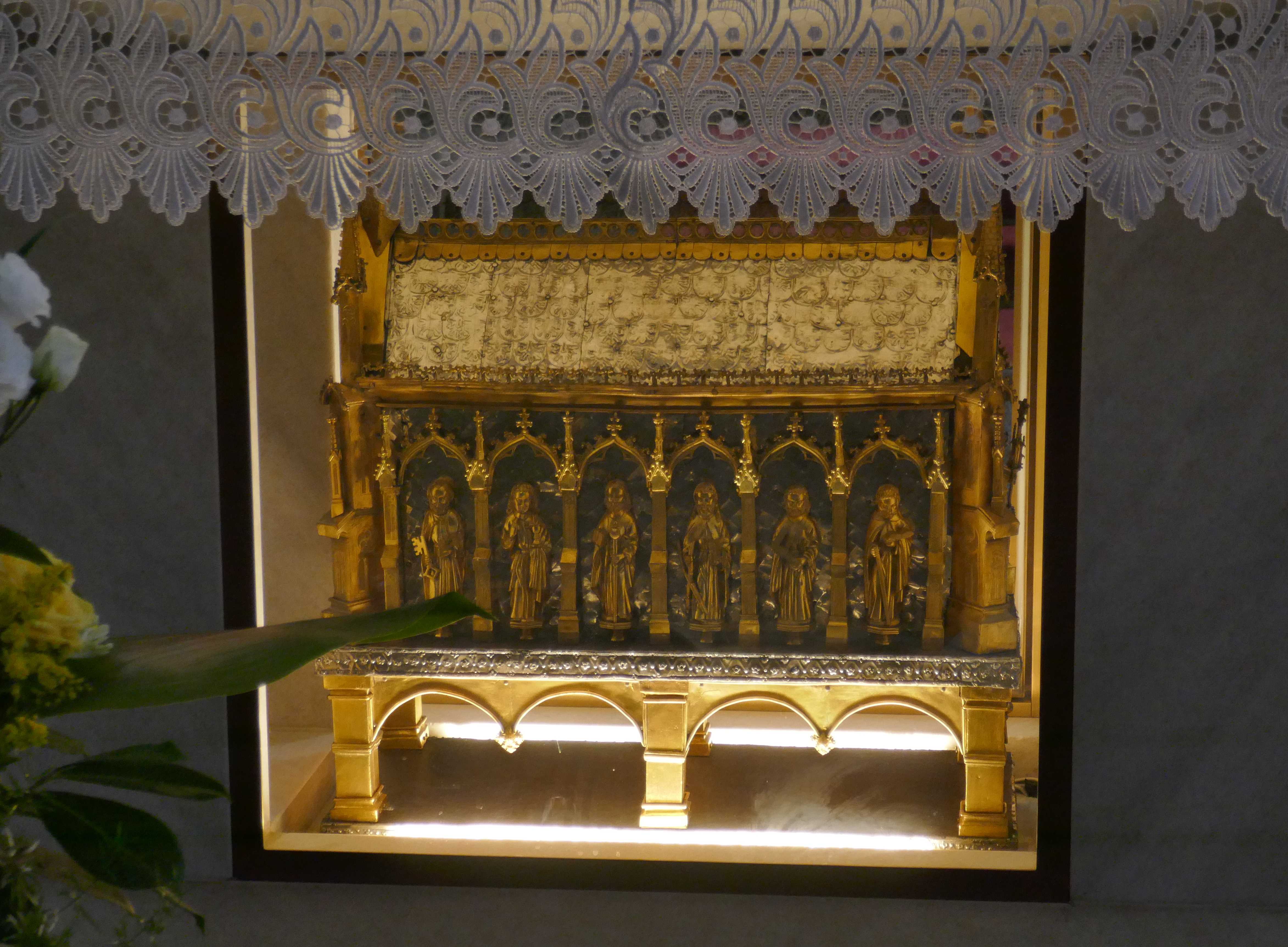
Reliquienschrein

Der Cornelius-Reliquienschrein ist eine kunsthistorisch bedeutende Arbeit. Er wurde spätestens 1498 fertiggestellt. An der Stirnseite ist ein Schriftband eingraviert anno dni MCCCCXC VIII (Im Jahre des Herrn 1498). Der im gotischen Stil gebaute Schrein ist 60 cm lang, 26 cm breit und 65 cm hoch. Er wurde aus vergoldeten Kupfer- und Silberplatten hergestellt und steht auf einem Untergestell aus sechs Pfeilern. In die vier Eckpfeiler mit Arkaden an den Längsseiten sind die zwölf Apostel eingeordnet. Die Kirchenpatrone stehen vor den Giebelseiten. Das Wappen der Herren von Kettler ist in den Giebeln angebracht.
Während des Siebenjährigen Kriegeses ging der Schrein verloren, er wurde 1860 bei Aufräumarbeiten in einer Schmiedewerkstatt unter Éisengerümpel gefunden und dem Pastor Johannes Didon übergeben. Didon schreibt 1861: „Heute habe ich den Knilles-Kasten in der Restauration vollendet. Die unter sorgfältigem Verschluss bewahrten Reliquien wieder darin verschließen....“. In dem Kasten waren viele Reliquien enthalten, sie waren zum Teil in steinernen Töpfchen oder Beutelchen aufbewahrt, die mit Wachssiegeln verschlossen waren. In einem Beutel, der halb aus Leinen und halb aus roter Seide geschneidert war, entdeckte Didon eine kleine Reliquie mit der Überschrift St. Corneli. Die weiteren Reliquien konnten nicht mehr zugeordnet werden. Das beigefügte Dokument aus dem Jahr 1498 war nicht mehr lesbar. Didon verschloss alles sorgfältig, fertigte ein neues Dokument und legte es zusammen mit dem alten Pergament in ein Glas und verschloss es. Die Reliquie des Cornelius wurde in einen steinernen Topf gelegt, mit Wachs versiegelt und wieder in den Schrein gelegt. Der Kasten wurde mit einem glatten Deckel verschlossen, zugenagelt und mit einem Kirchensiegel versiegelt. Das mit Silber belegte Dach wurde mit zwei Schrauben befestigt.

### Reliquie des Hl. Liudger
Anlässlich der 1050-Jahr-Feier des Todestages von Liudger erhielt der Bischof von Münster einige Reliquien des Heiligen zur Verwendung in seiner Diözese. Eine Reliquie, ein Teil einer Oberrippe, wurde dieser Kirche überlassen. Graf Mathias von Galen bot an, einen eisernen Kasten für die Aufbewahrung der Reliquie in der Ludgeruskapelle, sowie ein Ostensorium zur Ausstellung zu stiften. Ebenfalls erbot er sich, die Reliquie mit einer Extrapost von Münster abholen zu lassen. Am 29. Juli 1860 wurde die Reliquie abgeholt und auf einer Bahre, in einem Kästchen befindlich, in die Kirche getragen. Die Reliquie wurde in ein Glasröhrchen gelegt und mit einem Siegel des Bischofs verschlossen. Das Ostensorium wurde 1866 fertig, es ähnelt einer Monstranz, es ist neugotisch und aus vergoldetem Silber gefertigt. Die Gravur unter dem Fuß lautete: Gestiftet im Jahre 1866 von Mathias von Galen und Anna von Ketteler-Harkorten, im Gedenken an Friedrich von Galen. Seit 1970 ist die Reliquie im Sockel des Altares an der Epistelseite dem Publikum sichtbar.

### Sonstige Ausstattung
- Ein Taufstein aus der Mitte des 13. Jahrhunderts. Das Becken ist zylindrisch, zwischen Blattfriesen und Pilastern sind Reliefs der Taufe Christi zu sehen.
- Epitaph des Wilhelm Ketteler (gestorben 1582)[2]
- Der Hochaltar brannte 1913 durch nachglühende Dochte ab, der neue Flügelaltar wurde 1921 eingeweiht.
- Ein neuer Ambo wurde 2004 angeschafft, er ist eine Arbeit von Rudolf Breimann aus Roxel.

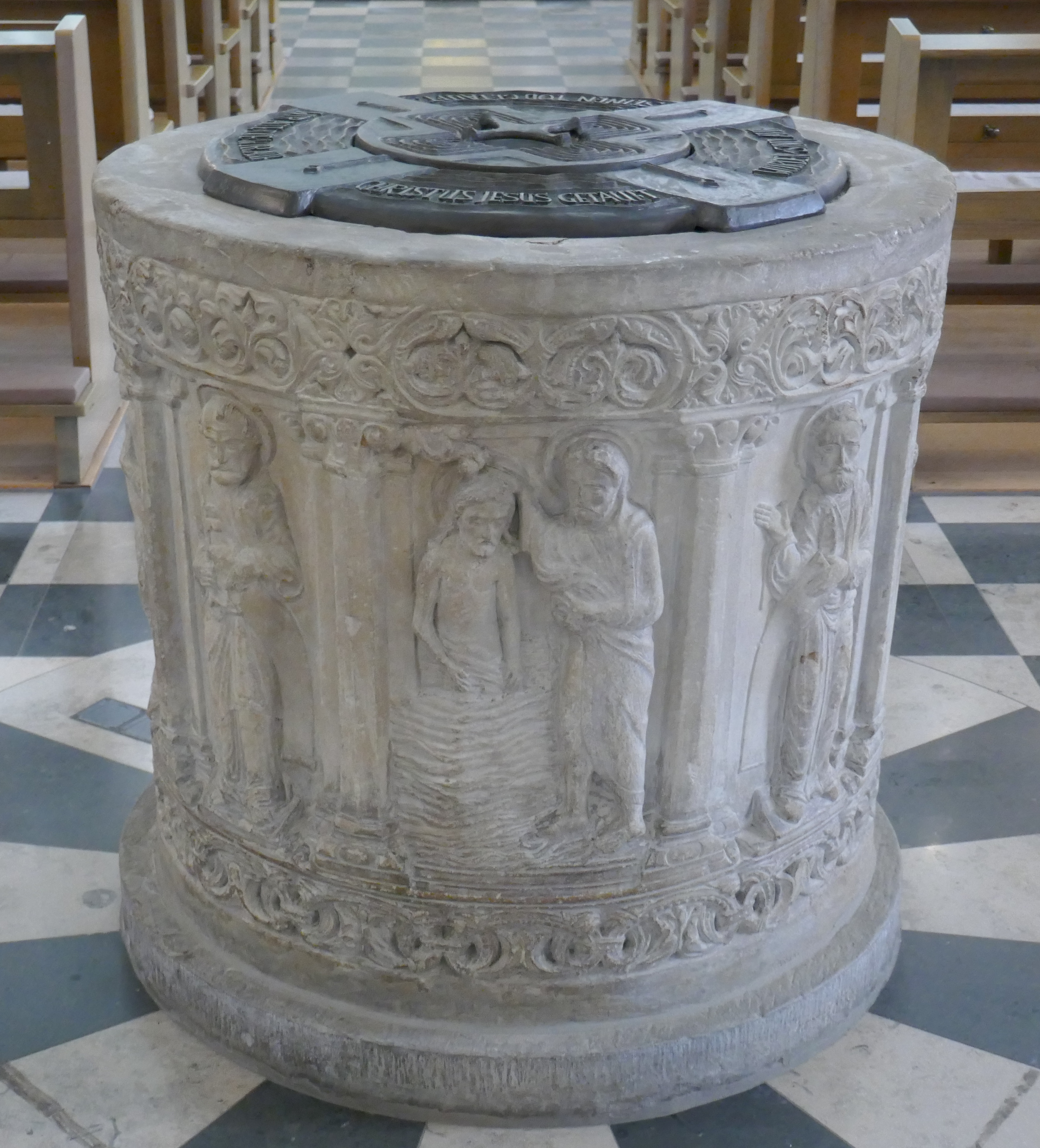
Taufstein
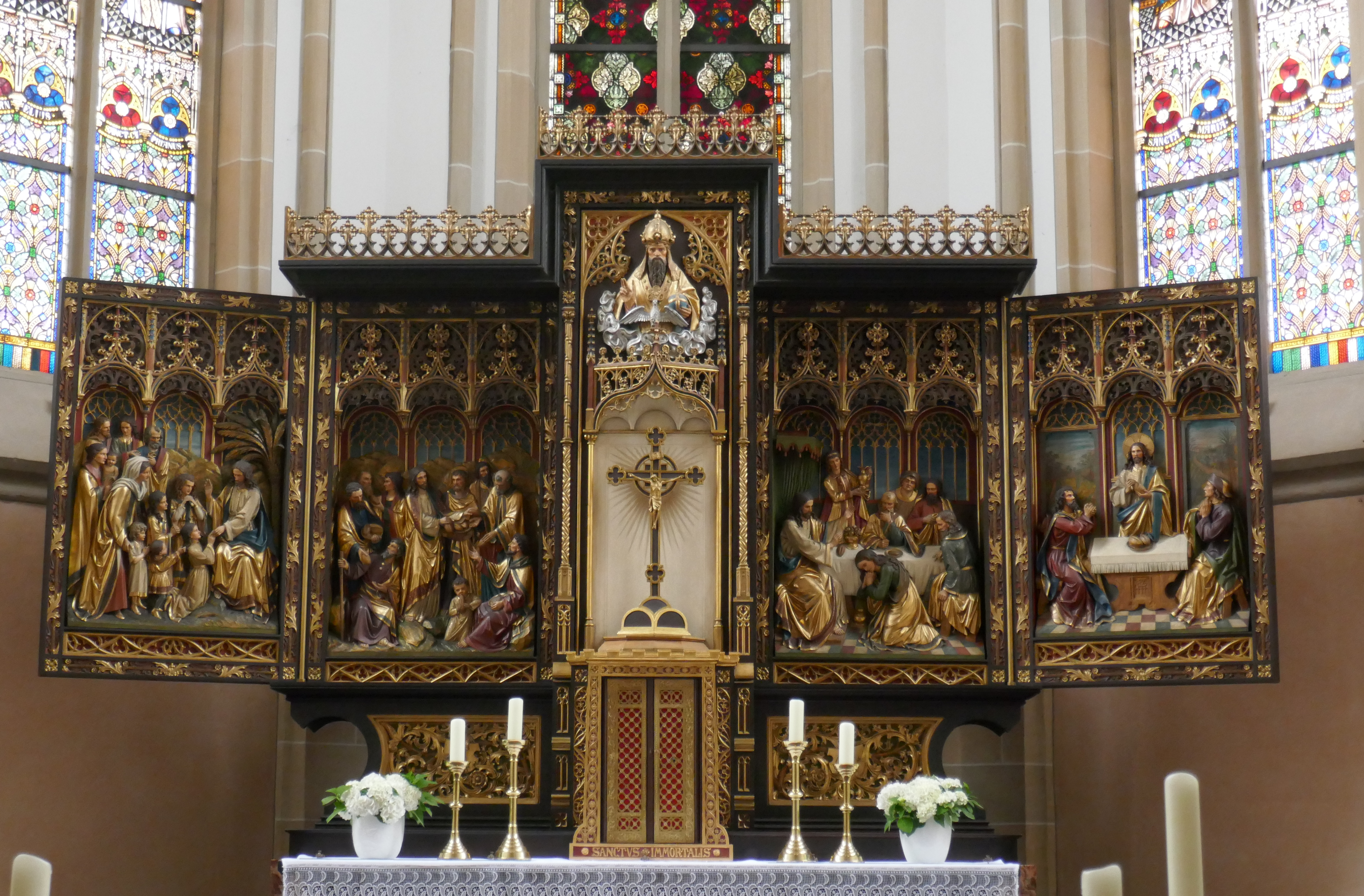
Hochaltar

## Orgel

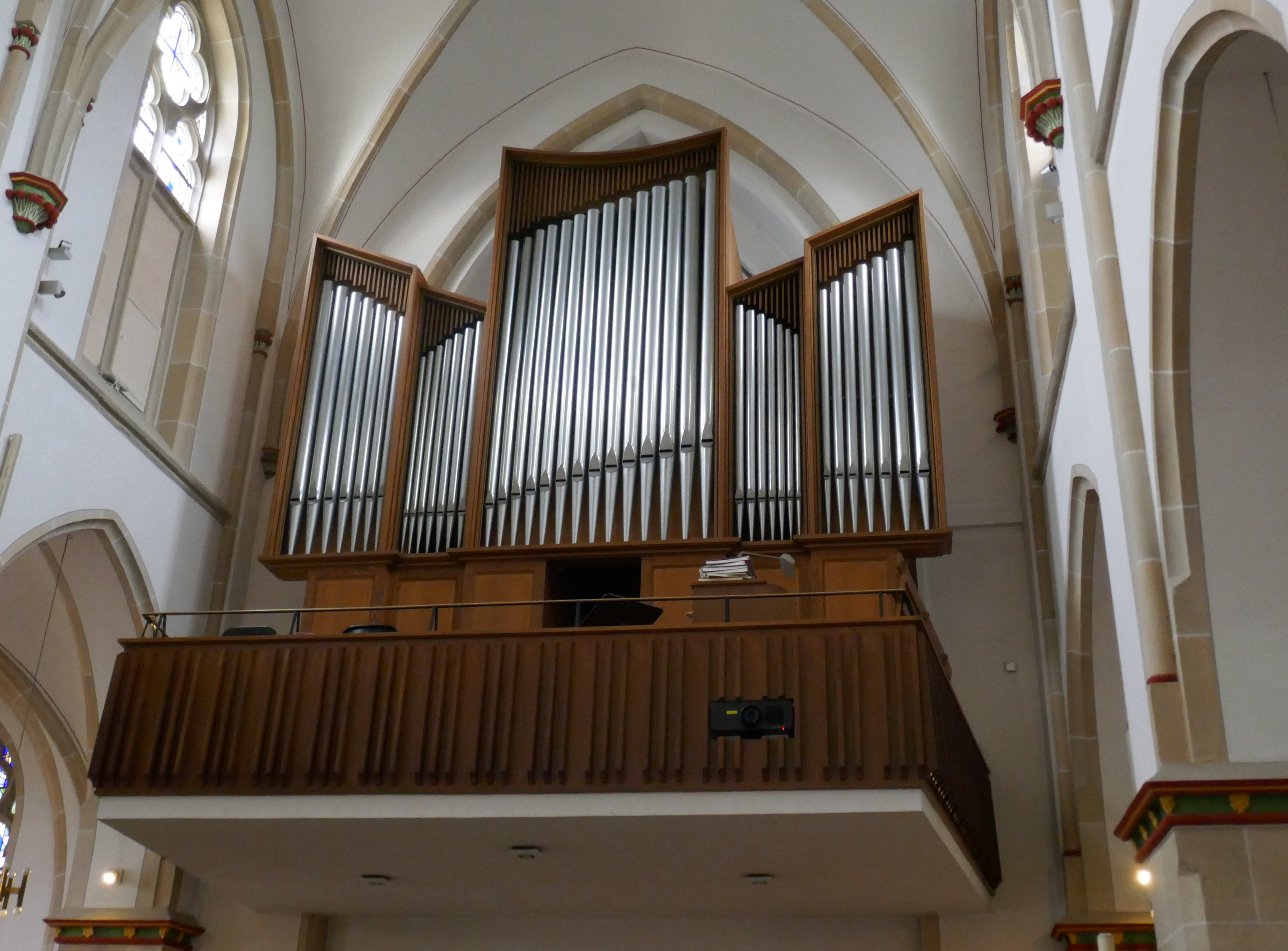
Orgel

Eine Orgel mit zwei Manualen, Pedal und 23 klingenden Registern baute der Orgelbaumeister Felix Caspar Barckhoff 1859. Dieses Instrument wurde 1938 durch ein Instrument von Bernhard Speith ersetzt. Die neue Orgel hatte zwei Manuale, Pedal und 29 klingende Register. 1962 erhielt die Orgel einen neuen Prospekt und wurde 1979 gründlich gereinigt und neu intoniert. Das Instrument wurde zuletzt 2002 umfassend instand gesetzt.

## Glocken
Das Hauptgeläut im Westturm besteht aus drei Glocken, die auf das Te-Deum-Motiv dis'-fis'-gis' gestimmt sind. Die Glocken II und III wurden 1527 von Wolter Westerhues gegossen. 1949 lieferte die Glockengießerei Junker in Brilon die große Glocke.